# Solventul

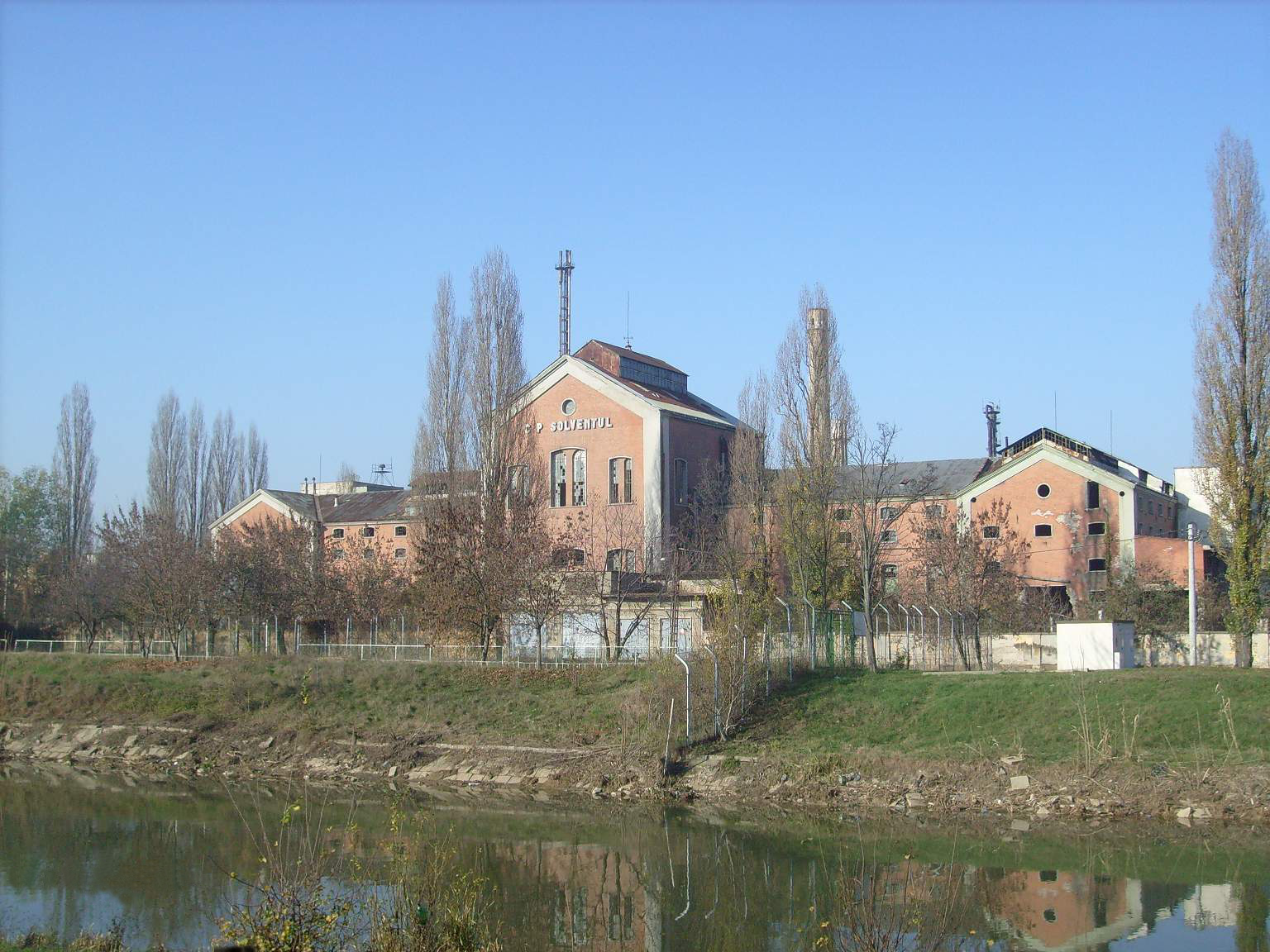
Solventul

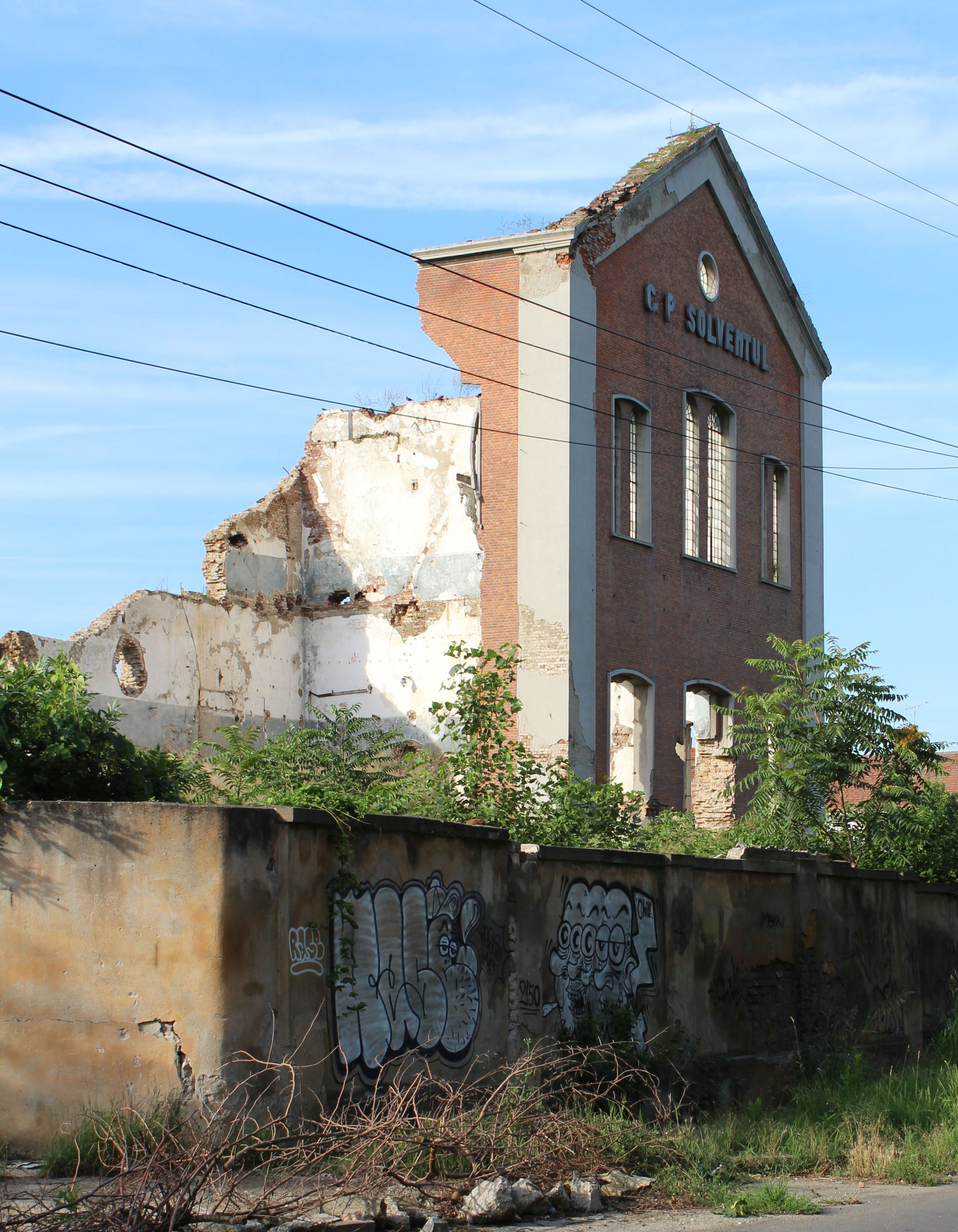
Ce a mai rămas din Solventul în 2016

Solventul Timișoara a fost o companie producătoare de spirt și solvenți din România.
Prima fabrică de pe platforma Solventul a fost construită în 1869.
Compania avea în perioada comunistă peste 3.000 de angajați, iar în 1997 avea circa 1.400 de salariați. Compania a intrat în lichidare în 1998, iar în ultimii zece ani combinatul a fost demolat.
Ca efect al sanctiunilor impuse sarbilor, activitatea fabricii a fost stopata in anul 1997, in conditiile în care cea mai mare parte a productiei, etilena si propilena, era furnizata catre HIP Pancevo, din Serbia.
Criza din Iugoslavia a provocat concedieri masive la Solventul, din cei aproape 2.000 de angajati fiind pastrati doar 150 de muncitori necesari la conservarea si paza instalatiilor.
Combinatul și-a încetat activitatea în 1998, după un faliment răsunător.
Activele societății au fost achiziționate de Valkiria Invest din București, care a obținut un certificat de urbanism pentru “construire ansamblu rezidențial și comercial”.
Valkiria a vândut instalațiile și fierul vechi către firma constănțeană Pacifica Expert, care le-a revândut unei alte firme de pe malul Mării Negre, Intercom Prest, care se ocupă cu eliberarea terenului de tot ce înseamnă fier vechi.